# Ljudmila Novak
Ljudmila Novak, slovenska političarka in jezikoslovka, * 1. avgust 1959, Maribor, Slovenija. 
Rodila se je v Mariboru in doštudirala nemški in slovenski jezik s književnostjo. Leta 2000 je vstopila v stranko Nova Slovenija in leta 2001 postala županja Občine Moravče. Na položaju je ostala do leta 2004, ko je bila na listi NSi izvoljena na mesto poslanke v Evropskem parlamentu. Ta položaj je za en mandat znova zasedla v mandatu med letom 2019 in 2024.  
Leta 2008 je bila izvoljena na mesto predsednice Nove Slovenije; na tem položaju je stranko po izpadu v letu 2008, leta 2011 vrnila v Državni zbor Republike Slovenije. Ob imenovanju 10. vlade Republike Slovenije je bila Novakova potrjena na mesto ministrice brze listnice, pristojne za Slovence v zamejstvu in po svetu. Od leta 2013 je ponovno opravljala funkcijo poslanke v Državnem zboru Republike Slovenije, leta 2019 pa bila ponovno izvoljena za poslanko v Evropskem parlamentu. Po državnozborskih volitvah 2018 je odstopila z mesta predsednice stranke in mesto predala Mateju Toninu. 

## Zgodnje življenje
Osnovno šolo je obiskovala v domačem kraju, v Zgornji Velki, kjer je bila tudi članica košarkaške šolske in klubske reprezentance. Po zaključeni osnovni šoli se je vpisala na Prvo gimnazijo Maribor, šolanje pa nadaljevala na Filozofski fakulteti, kjer je leta 1982 diplomirala iz  nemškega in slovenskega jezika s književnostjo. Najprej se je zaposlila v srednješolskem centru v Murski Soboti, nato pa leta 1985 poučevala v dekliškem vzgajališču v Višnji Gori, kjer je bila tudi vodja srednje šole. Med letoma 1986 in 2004 je na Zavodu za usposabljanje invalidne mladine Kamnik poučevala slovenski in nemški jezik s književnostjo.

## Politika
Svojo politično pot je začela z vstopom v Novo Slovenijo – krščansko ljudsko stranko, leta 2000. Med letoma 2000 in 2004 je bila članica Sveta stranke. Leta 2001 so ji občani Moravč zaupali mesto županje. Župansko funkcijo je opravljala do leta 2004, ko je bila na prvih evropskih volitvah v Sloveniji na listi Nove Slovenije izvoljena v Evropski parlament. Od leta 2001 do 2002 je bila članica predsedstva Skupnosti občin Slovenije. V letu 2004 je postala tudi predstavnica občine Moravče v Združenju podeželskih občin EU. Med letom 2001 in 2004 je bila članica Kongresa lokalnih skupnosti Sveta Evrope. Na 2. rednem kongresu NSi v Novi Gorici je postala podpredsednica Nove Slovenije.
Na državnozborskih volitvah leta 2008 je NSi dosegla 3,40 odstotkov glasov, s čimer se stranka ni uvrstila v Državni zbor Republike Slovenije. Po razglasitvi rezultatov je z mesta predsednika NSi odstopil dr. Andrej Bajuk, izvršilni odbor NSi pa je imenoval podpredsednico Ljudmilo Novak za vršilko dolžnosti predsednika do izrednega volilnega kongresa. Delegatke in delegati so nato na izrednem volilnem kongresu 15. novembra 2008 v Ljubljani za novo predsednico izvolili Ljudmilo Novak.

### Povratek v Državni zbor
4. decembra 2011 se je NSi pod vodstvom Ljudmile Novak kot prvi stranki na predčasnih parlamentarnih volitvah uspelo vrniti v Državni zbor RS. Z rezultatom 4,88 odstotkov oz. 53.758 glasov je bila v Državni zbor Republike Slovenije izvoljena tudi predsednica stranke Ljudmila Novak. Državni zbor se je sestal na svoji konstitutativni seji 21. decembra 2011 na kateri je s 70 glasovi poslank in poslancev izvolil predsednico NSi in poslanko Ljudmilo Novak za podpredsednico Državnega zbora Republike Slovenije. 10. februarja 2012 je bila v državnem zboru potrjena kot članica 10. slovenske vlade in sicer kot ministrica za Slovence v zamejstvu in tujini. Decembra 2012 je v Vipavi potekal 6. kongres NSi, na katerem je bila ponovno, z veliko podporo predstavnikov, izvoljena na mesto predsednice stranke.
Leto 2014 je bilo volilno leto - najprej so bile na vrsti volitve v Evropski parlament, na katerih je kot kandidatka sodelovala tudi Ljudmila Novak, tem pa so julija sledile še državnozborske volitve, kjer je bila Ljudmila Novak ponovno izvoljena za poslanko. Oktobra so potekale še lokalne volitve, kjer je NSi zabeležila najboljši rezultat po letu 2002. Novembra 2014 je na Vrhniki potekal tudi 8. Kongres NSi, kjer je bil Ljudmili Novak z dvotretjinsko večino zaupan še en mandat predsednice stranke. Ljudmila Novak je za predsednico stranke NSi za nov dvoletni mandat kandidirala tudi na 10. kongresu v Brežicah, kjer je kot edina kandidatka dobila več 90 odstotno podporo. 
4. avgusta 2017 je kot kandidatka Nove Slovenije napovedala kandidaturo na volitvah za predsednika republike oktobra tega leta. V prvem krogu je prejela 54.437 glasov oz. 7,24 odstotka, s čimer se je uvrstila na četrto mesto med devetimi kandidati. 31. januarja 2018 je Novakova odstopila kot predsednica stranke, nasledil jo je Matej Tonin.

### Evropska poslanka
Junija 2004 je bila izvoljena za evropsko poslanko. V Evropskem parlamentu je bila članica Odbora za kulturo in izobraževanje in članica delegacije pri Skupni parlamentarni skupščini AKP-EU. Prav tako je bila tudi nadomestna članica v Odboru za regionalni razvoj.
Maja 2019 je bila kot vodilna kandidatka liste Nove Slovenije ponovno izvoljena za evropsko poslanko. Postala je članica Odbora za okolje, javno zdravje in varnost hrane ter Delegacije za odnose z Izraelom. Kot namestnica je sodelovala še v Odboru za promet in turizem, Delegaciji pri skupni parlamentarni skupščini AKP-EU in delegacija pri parlamentarni skupščini Unije za Sredozemlje. V letu 2021 se je Novakova večkrat uvrstila na prvo mesto najbolj priljubljenih politikov v državi.
Leta 2024 je za evropsko poslanko na listi NSi kandidirala z zadnjega, 9. mesta, a ni bila izvoljena. 

## Zasebno
Leta 1986 se je poročila z Romanom Novakom. Poročil ju je Marko Ivan Rupnik. Je mati treh otrok – Sare, Tilna in Rozale. Živi v Imenjah pri Moravčah. V domačem kraju je aktivna tudi v Kulturno izobraževalnem društvu Limbar Moravče, kjer je za gledališko skupina spisala več dramskih del, med drugim Angeli prepodijo skušnjavce, Otroška zadrega, Tri igre z Moravškega, Grajski vrtnar in Sedma (no)sila.
Govori nemško, angleško in hrvaško ter pasivno francosko in italijansko.